# Агурєєв Євген Якович
Євген Якович Агурєєв (16 січня 1951, Ульяновськ, РРСФР, СРСР — 3 липня 2016, Алмати, Казахстан) — радянський хокеїст (з м'ячем і на траві). Майстер спорту міжнародного класу. Найрезультативніший гравець в історії чемпіонатів СРСР.

## Біографічні відомості
Вихованець ульянівської хокейної школи. В дванадцять років прийшов до дитячої команди «Волга», де вже займався старший брат Віктор. З 1969 року — гравець основного складу. В сезоні 1971/1972 став другим бомбардиром команди і віцечемпіоном країни. У грі з московським «Динамо» забив один найкращих голів в кар'єрі: отримав м'яч на своїй половині поля, обіграв шістьох суперників і забив у пусті ворота. 1972 року дебютував у складі збірної, але через хронічні проблеми зі здоров'ям тренер Василь Трофімов більше не викликав його до лав національної команди. По завершенні сезону був призваний на військову службу до СКА (Хабаровськ). У чемпіонаті 1973/1974 вперше забив більше одного гола за гру.
Після демобілізації поїхав до Алма-Ати, де йому запропонували кращі матеріальні умови. В дебютному сезоні став срібним призером і кращим бомбардиром першості СРСР — 63 голи в 26 іграх. Наступного року — знову «срібло», а через рік — «золото»: за весь турнір казахський клуб зазнав лише однієї поразки від московських одноклубників. У фіналі Кубка європейських чемпіонів «Динамо» переграло фінський клуб «Оулун Луїстенсеура» (Оулу). За це досягнення Євгену Агурєєву було присвоєно звання «Майстер спорту міжнародного класу» (1978). На внутрішній арені команді не вдалося втримати чемпіонський титул (група хокеїстів переїхала до Красногорська). У турнірі 1978/1979 встановив рекорд результативності (74 голи), хоча частину сезону грав з виразкою шлунку. Другий рекорд встановив у матчі з кемеровським «Кузбасом»: відзначився 10 забитими м'ячами. Всього за «Динамо» забив 519 голів у чемпіонаті. Двічі визнавався кращим спортсменом Казахської РСР.
Влітку брав участь у хокейних турнірах на траві. Двічі ставав чемпіоном СРСР у складі «Волги» і один раз з «Динамо». Майстер спорту СРСР в хокеї на траві.
Завершував ігрову кар'єру в «Кузбасі». У сезоні 1984/1985 його голи не врятували аутсайдера вищої ліги від пониження в класі. Наступного року забивав в середньому по два голи за матч і допоміг команді повернутися в елітний дивізіон. Всього у вищій лізі чемпіонату СРСР провів 395 матчів і забив 637 голів (найкращий показник в чемпіонатах Радянського Союзу). Шість разів обирався до списку найкращих хокеїстів сезону (1972, 1974, 1975, 1979, 1981, 1983). У символічному «Клубі бомбардирів» посідає 11 місце — 692 голи.
У цей час почав суддівську діяльність у хокеї з м'ячем і на траві. З 1988 року — суддя республіканської категорії. Обслуговував матчі Кубка світу 1988 року. Арбітр Міжнародної федерації бенді.
Після завершення ігрової кар'єри повернувся до Казахстану, працював держтренером Спорткомітету Казахстану з хокею з м'ячем і на траві (1986—2004). 1992 року очолив Федерацію хокею з м'ячем Казахстану, у 1995—1997 — віцепрезидент. 1995 року збірна країни дебютувала на чемпіонаті світу (4-е місце). Член правління Міжнародної федерації бенді (1993—1995).
У цей час працював з жіночими командами «Зв'язківець» і АДУ з Алма-Ати, потім очолював жіночу збірну Казахстану з хокею з м'ячем.

## Досягнення
Хокей з м'ячем
- Володар Кубка європейських чемпіонів (1): 1977
- Чемпіон СРСР (1): 1977
- Срібний призер (6): 1972, 1975, 1976, 1978, 1979, 1981
- Бронзовий призер (1): 1983
- Фіналіст Кубка СРСР (1): 1984

Хокей на траві
- Чемпіон СРСР (3): 1970, 1971, 1976
- Срібний призер (1): 1972

## Статистика
| Сезон  | Команда             | Ліга | Ігри | Голи |
| ------ | ------------------- | ---- | ---- | ---- |
| 1969   | «Волга»             | Д-1  | 4    | 0    |
| 1970   | «Волга»             | Д-1  | 19   | 2    |
| 1971   | «Волга»             | Д-1  | 25   | 10   |
| 1972   | «Волга»             | Д-1  | 25   | 23   |
| 1973   | СКА (Хабаровськ)    | Д-1  | 17   | 14   |
| 1974   | СКА (Хабаровськ)    | Д-1  | 25   | 34   |
| 1975   | «Динамо» (Алма-Ата) | Д-1  | 26   | 63   |
| 1976   | «Динамо» (Алма-Ата) | Д-1  | 26   | 41   |
| 1977   | «Динамо» (Алма-Ата) | Д-1  | 25   | 33   |
| 1978   | «Динамо» (Алма-Ата) | Д-1  | 25   | 52   |
| 1979   | «Динамо» (Алма-Ата) | Д-1  | 26   | 74   |
| 1980   | «Динамо» (Алма-Ата) | Д-1  |      | 52   |
| 1981   | «Динамо» (Алма-Ата) | Д-1  | 26   | 48   |
| 1982   | «Динамо» (Алма-Ата) | Д-1  |      | 45   |
| 1983   | «Динамо» (Алма-Ата) | Д-1  | 26   | 61   |
| 1984   | «Динамо» (Алма-Ата) | Д-1  | 26   | 49   |
| 1985   | «Кузбас»            | Д-1  | 24   | 34   |
| 1986   | «Кузбас»            | Д-2  | 28   | 56   |
| Всього |                     |      |      |      |